# Wat Wassenaar Wil
Wat Wassenaar Wil (afgekort WWW) was een politieke partij in de Nederlandse gemeente Wassenaar, die van 2006 tot en met 2014 meedeed aan de gemeenteraadsverkiezingen.

## Reden van oprichting en collegedeelname
De partij werd opgericht door burgers die ontevreden waren over de gang van zaken en de kwaliteit van het gemeentebestuur van Wassenaar. Ze zeiden te streven naar betere dienstverlening en financieel beheer en voor grotere transparantie van de gemeentepolitiek. 
Bij de Nederlandse gemeenteraadsverkiezingen van 2006 behaalde WWW zes zetels. Die zetels gingen vrijwel allemaal ten koste van de VVD, traditioneel de grootste partij in Wassenaar. Deze 'aardverschuiving' bracht de partij landelijke publiciteit en - tot december 2008 - deelname aan het college van burgemeester en wethouders, samen met het CDA, PvdA, GroenLinks en  D66. Bij de gemeenteraadsverkiezingen in 2010 leverde de partij een zetel in, maar in 2011 stapte het raadslid Mary-Jo van de Velde over van D66 naar WWW. Hierdoor telde de WWW-fractie weer zes leden. Op 22 december 2013 verliet Van de Velde de gemeenteraad nadat een week eerder de raad akkoord was gegaan met een schadevergoeding van 120.000 euro aan haar.
In 2017 fuseerde Wat Wassenaar Wil (4 zetels) met Passie voor Wassenaar (2 zetels) tot een nieuwe politieke partij: Lokaal Wassenaar, die in 2018 3 zetels verwierf.

## Behaalde zetels
| 2006 | 2010 | 2014 |
| 6    | 5    | 3    |